# Marah oreganus
Marah oreganus là một loài thực vật có hoa trong họ Cucurbitaceae. Loài này được (Torr. & A.Gray) Howell mô tả khoa học đầu tiên năm 1898.

## Hình ảnh

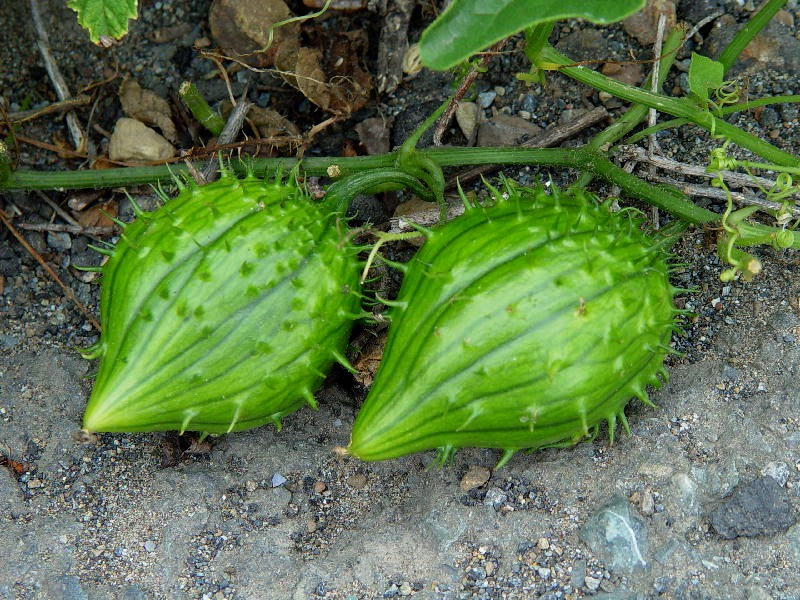
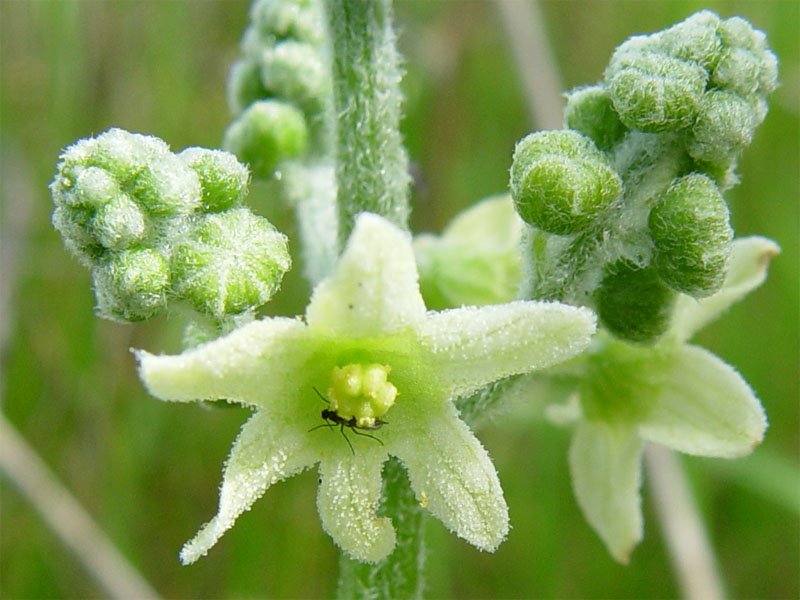
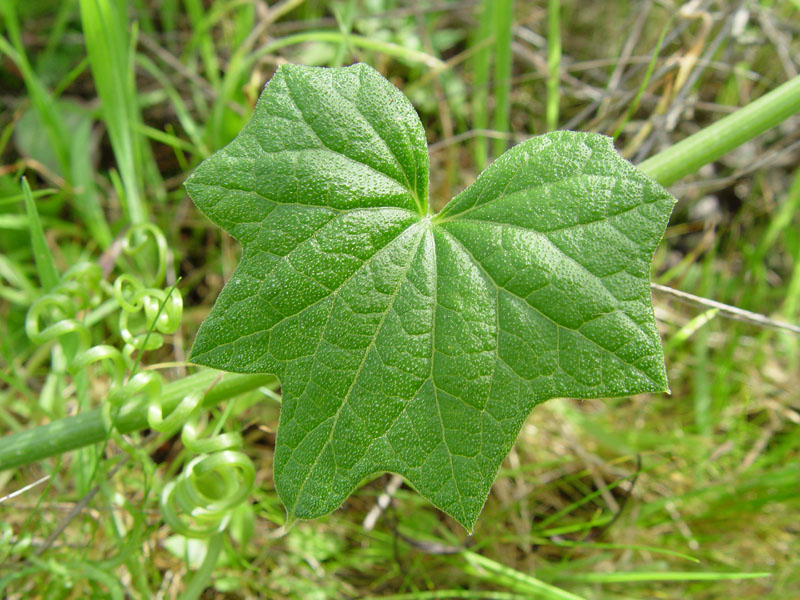
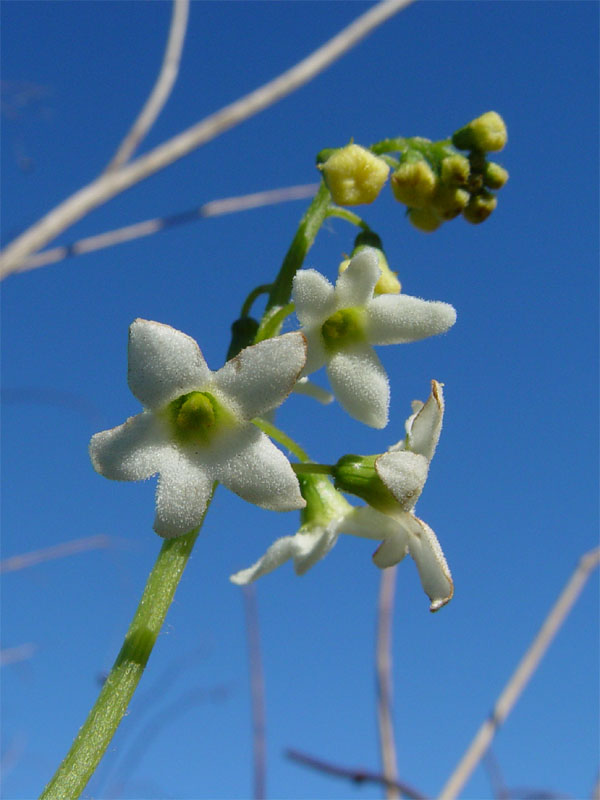